# Niko Hansen
Nikolaj Hansen, o simplemente Niko Hansen, (Randers, Dinamarca; 14 de septiembre de 1994) es un futbolista danés nacionalizado estadounidense. Juega como delantero.

## Estadísticas
| Club                | Temporada           | MLS      | MLS   | MLS   | U.S. Open Cup | U.S. Open Cup | U.S. Open Cup | Concacaf | Concacaf | Concacaf | Total    | Total | Total |
| Club                | Temporada           | Partidos | Goles | Asist | Partidos      | Goles         | Asist         | Partidos | Goles    | Asist    | Partidos | Goles | Asist |
| ------------------- | ------------------- | -------- | ----- | ----- | ------------- | ------------- | ------------- | -------- | -------- | -------- | -------- | ----- | ----- |
| Columbus Crew       | 2017                | 15       | 1     | 2     | 1             | 0             | 0             | -        | -        | -        | 16       | 1     | 2     |
| Columbus Crew       | 2018                | 23       | 3     | 3     | 1             | 0             | 1             | -        | -        | -        | 24       | 3     | 2     |
| Columbus Crew       | 2019                | 9        | 0     | 0     | 0             | 0             | 0             | -        | -        | -        | 9        | 0     | 1     |
| Total Columbus      | Total Columbus      | 47       | 4     | 5     | 2             | 0             | 1             | -        | -        | -        | 49       | 4     | 6     |
| Houston Dynamo      | 2019                | 4        | 0     | 0     | 0             | 0             | 0             | 0        | 0        | 0        | 4        | 0     | 0     |
| Houston Dynamo      | 2020                | 1        | 0     | 0     | 0             | 0             | 0             | -        | -        | -        | 1        | 0     | 0     |
| Total Houston       | Total Houston       | 5        | 0     | 0     | 0             | 0             | 0             | 0        | 0        | 0        | 5        | 0     | 0     |
| Total en su carrera | Total en su carrera | 52       | 4     | 5     | 2             | 0             | 1             | 0        | 0        | 0        | 54       | 4     | 6     |